# DAINICHI-X
DAINICHI-X（ダイニチ-エックス）は、大日本プロレスが主催するタッグマッチのリーグ戦である。

## 概要
大日本プロレス所属選手のみ（一部例外あり）でタッグを組み、公式戦はすべて横浜にぎわい座のげシャーレで行う（ただし、第2回の決勝戦は横浜メディアビジネスセンター）。8チーム総当りの公式リーグ戦と上位チームによる優勝決定トーナメントで争われ、公式リーグ戦は通常ルールの20分1本勝負とする。

## 2011年大会
参加チーム
- アブドーラ小林&岡林裕二 13点 ※優勝
- 佐々木義人&河上隆一 13点 ※準優勝
- "黒天使"沼澤邪鬼%石川晋也 13点
- 星野勘九郎&塚本拓海 13点
- 関本大介&橋本和樹 12点
- シャドウWX&大橋篤 6点
- 谷口裕一&マスクド・ゲンベイ 6点
- 伊東竜二&大谷将司 4点

大会内容
今回は主力選手と若手選手がタッグを組んだ。
公式リーグ戦は年2月2日に開幕し、9月14日が最終戦。勝ち3、引分1、負け0の勝ち点制。
4チームが勝ち点13で並んだため、10月26日に優勝決定トーナメントを行った。1回戦は小林＆岡林組対沼澤＆石川組、佐々木＆河上組対星野＆塚本組の顔合わせとなり、決勝で佐々木組を倒した小林組が第1回優勝。

## 2012年大会
参加チーム
- 伊東竜二&塚本拓海 9点 ※優勝
- "黒天使"沼澤邪鬼&橋本和樹 10点 ※準優勝
- 石川晋也&河上隆一→小川内潤 10点 ※辞退
- 佐々木義人&星野勘九郎 7点
- シャドウWX&大橋篤→アミーゴ鈴木 6点
- アブドーラ小林&谷口裕一 5点
- 関本大介&大谷将司 2点
- 岡林裕二&神谷英慶 2点

大会内容
第2回はシャドウWXがプロデューサーに就任し、3月8日開幕。上位2チームが優勝決定戦に進出する
今大会は勝ち点が勝利2に変更された。
同年の新人、神谷英慶は4月13日のリーグ戦がデビュー戦となった。
河上隆一、大橋篤は公式リーグ戦期間中、別の大会で負傷したため、2戦目からはSECRET BASEの小川内潤、闘龍門のアミーゴ鈴木がそれぞれ代役となった。また、大谷将司は3戦終えて欠場に入ったため途中棄権。
沼澤＆小川内組は勝ち点10で同率首位となったが、小川内も負傷のため辞退、伊東＆塚本組が繰り上がりで優勝決定戦進出。優勝は伊東＆塚本組。